# Bernardo Carvalho

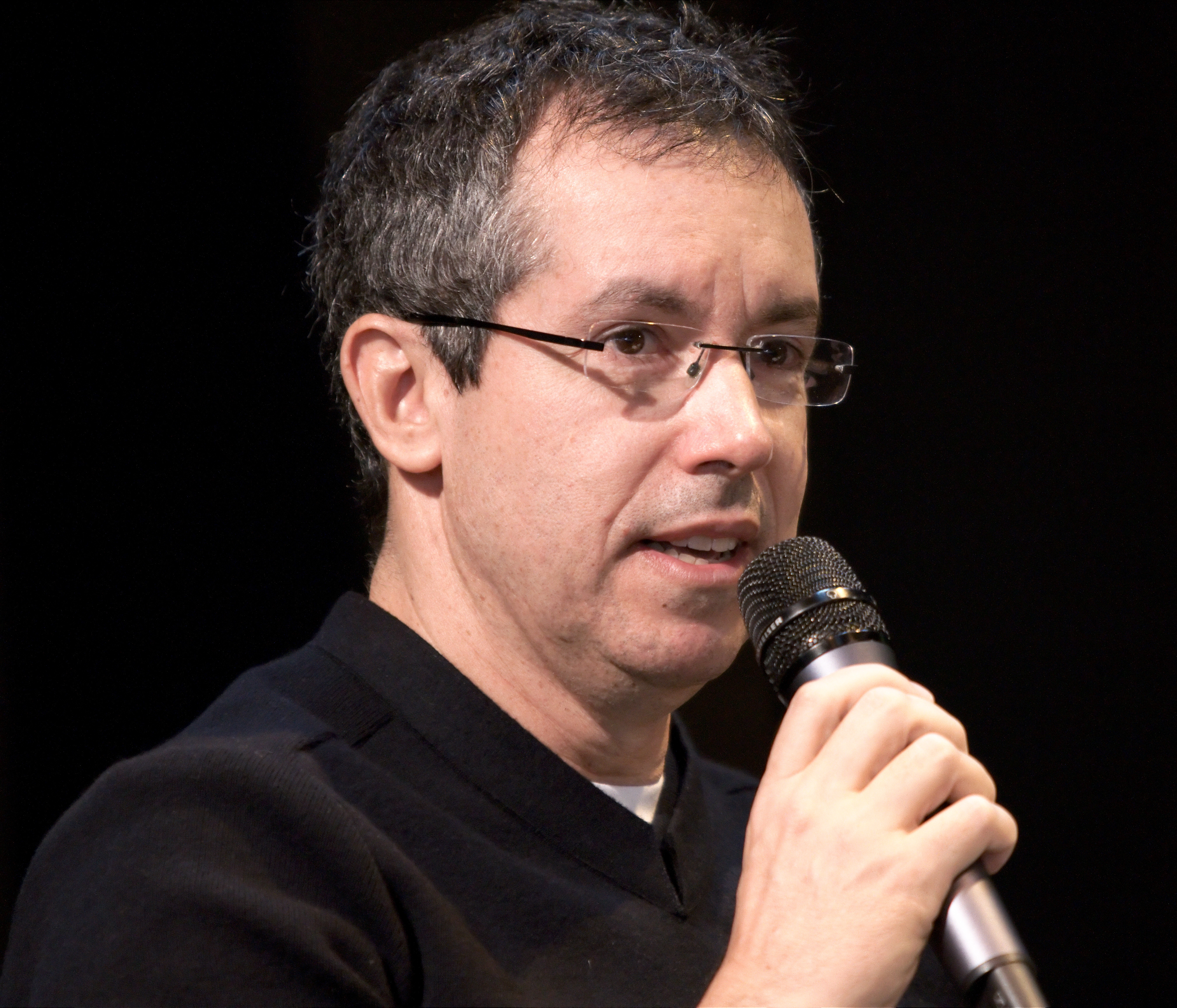
Bernardo Carvalho, 2010

Bernardo Carvalho (* 1960 in Rio de Janeiro) ist ein brasilianischer Autor und Journalist.

## Leben
Carvalho war Herausgeber der Essay-Reihe Folhetim und Korrespondent der Folha de São Paulo in New York und Paris. Seine Werke wurden in zwölf Sprachen übersetzt. 2009 war Carvalho Teilnehmer des Literaturfestivals Festa Literária Internacional de Paraty.
Er lebt in Higienópolis, einem Stadtteil von São Paulo, wo ihn Jens Jessen anlässlich der Frankfurter Buchmesse 2013 besuchte. Jessen nannte ihn „eines der großen Erzähltalente Brasiliens“.